# Echimăuți
Echimăuți è un comune della Moldavia situato nel distretto di Rezina di 2.247 abitanti al censimento del 2004